# 코리 앨런

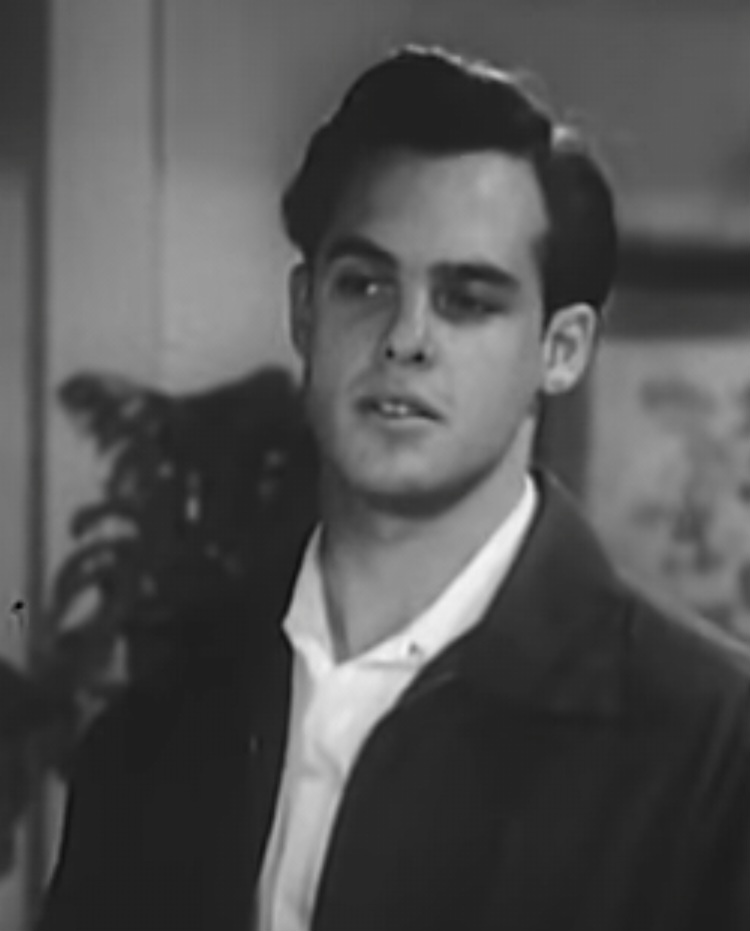

코리 앨런(영어: Corey Allen, 1934년 6월 29일 ~ 2010년 6월 27일)은 미국의 배우, 영화 감독, 제작자이다.
클리블랜드에서 태어났으며 할리우드에서 사망하였다. 사인은 파킨슨병이다.

## 작품 목록
- 방황의 미로 (1987년)
- 무적의 아이맨 (1986년)
- 비버리 힐스 커넥션 (1985년)
- 형사 헌터 (1984년)
- 컴퓨터 제로 작전 (1983년)
- 해양특공작전 (1982년)
- 어밸런취 (1978년)
- 산타 옷을 입은 사나이 (1978, The Man in the Santa Claus Suit)
- 위스키 대소동 (1977년)
- 더 채프먼 리포트 (1962)
- 스윗 버드 오브 유스 (1962년)
- 프라이빗 프로퍼티 (1960년)
- 파티 걸 (1958년)
- 사냥꾼의 밤 (1955년)
- 타임 아웃 오브 워 (1954년)
- 원한의 도곡리 다리 (1954년)

### 텔레비전
- 스튜디오 원 (1956-58) - 출연
- 페리 메이슨 (1960-62) - 출연
- 아이언사이드 (1970-71) - 연출
- 샌프란시스코 수사반 (1974) - 연출
- 명탐정 바나비 존즈 (1974-75) - 연출
- 여형사 페페 (1976-78) - 연출, 출연
- 형사 Q (1977-79) - 연출
- 댈러스 (1978-86) - 연출
- 달리는 사이먼 (1981-83) - 연출
- 제시카의 추리극장 (1984) - 연출
- 매그넘 P.I. (1987) - 연출
- 스타 트렉: 더 넥스트 제너레이션 (1987-94) - 연출
- 뉴 래시 (1991) - 연출
- 스타 트렉: 딥 스페이스 나인 (1993년)